# Kyle Gallner
Kyle Gallner est un acteur américain, né le 22 octobre 1986 à Philadelphie en Pennsylvanie.

## Biographie
Kyle Gallner est né le 22 octobre 1986 à Philadelphie et a grandi dans la ville de West Chester en Pennsylvanie, où il a fait ses études.
À l'âge de quatre ans, il a dû subir une opération du cœur.

### Vie privée
Il a épousé Tara Ferguson le 12 décembre 2015. Ils ont deux fils.

## Carrière
Il fait sa première apparition à la télévision en 1997 dans une publicité pour une carte de crédit. Kyle rejoint le casting de la saison 4 de The Walking Dead, dans le rôle de Zack.
En 2013, Il a cofondé une société de production indépendante Minutehand Pictures avec Oliver Thompson et Bay Dariz. Le trio a produit le long métrage Welcome to Happiness, dans lequel Gallner campe Woody Ward, un auteur de livres pour enfants avec une porte secrète dans son placard.

## Filmographie

### Cinéma
- 2005 : Red Eye : Sous haute pression (Red Eye)
- 2008 : TRUNK court métrage www.trunkshortfilm.com
- 2008 : Red : Harold Mc Cormack
- 2009 : Le Dernier Rite : Matt Campbell
- 2009 : Jennifer's Body : Colin Gray
- 2009 : Cherry : Aaron
- 2010 : Beautiful Boy : Sammy Carroll
- 2010 : Freddy : Les Griffes de la nuit : Quentin Smith
- 2011 : Losers Take All : Brian
- 2011: Cougars, Inc.: Sam
- 2011 : Red State : Jarod
- 2011: Magic Valley: TJ Waggs
- 2012 : Little Birds : Jesse
- 2012 : Smashed : Owen Hannah
- 2013 : Sublimes créatures (Beautiful Creatures) : Larkin Kent
- 2013 : CBGB de Randall Miller : Lou Reed
- 2014 : Dear White People : Kurt
- 2014 : American Sniper : Winston
- 2015 : Just Before I Go : Zeke
- 2016 : The Finest Hours de Craig Gillespie : Andy Fitzgerald
- 2019 : The Devil's Hour : Drew
- 2020 : Ghosts of War d'Eric Bress : Tappert
- 2020 : Dinner in America : Simon
- 2022 : Scream de Tyler Gillett et Matt Bettinelli-Olpin : Vince Schneider
- 2022 : Smile de Parker Finn (en) : Joel
- 2024 : Séduire la mort (Strange Darling) de JT Mollner (en) : The Demon
- 2024 : Smile 2 de Parker Finn (en) : Joel

### Télévision
- 1999 : New York 911 : (saison 1 : épisode 22)
- 2002 : New York, unité spéciale : Marc Lesinski (saison 4, épisode 9)
- 2004 : Smallville: Bart Allen/Flash, (saison 4 : épisode 5)
- 2004: Amy (Judging Amy): Zak  (saison 6, épisode 10)
- 2004 - 2005 : Veronica Mars : Cassidy Casablancas
  - (saison 1: épisode 20 21 et 22)
  - (saison2: épisode 1, 2, 3, 7, 9, 12, 13, 15, 17, 18, 21 et 22)
- 2006 - 2009 : Smallville : Bart Allen/Flash
  - (saison 6 : épisode 11)
  -  (saison 8 : épisode 22)
- 2006 : Bones : Jeremy Farrell (saison 2, épisode 7)
- 2006 : Medium : Stephen Campbell jeune (saison 3 : épisode 15)
- 2006 : Cold Case : Affaires classées : Cameron (1995) (saison 4, épisode 1)
- 2006 - 2007 : Big Love : Jason Embry :
  - (saison 1 : épisode 2 4 5 et 7)
  - (saison 2 : épisode 1 et 3)
- 2007 : The Closer : Eric Dean Wallace (saison 3 : épisode 1)
- 2007 : New York, unité spéciale : Shane Mills (saison 9, épisode 3)
- 2007 - 2010 : Les Experts : Manhattan : Reed Garrett :
  - (saison 3 : épisodes 8 10 et 15)
  - (saison 4 : épisodes 17 19 et 20)
  - (saison 6 : épisode 17)
- 2008 : The Shield : Lloyd Denton (saison 7 : épisodes 4, 5 et 13)
- 2008 : Life : Zak Sutter (saison 2, épisode 8)
- 2012 : Esprits criminels : James Heathridge (saison 7, épisode 19)
- 2013 : The Walking Dead : Zack (saison 4, épisode 1)
- depuis 2016 : Outsiders : Hasil Farrell
- 2020: Interrogation: Eric (saison1)